# Chessler
Chessler är en bergstopp i Schweiz.   Den ligger i regionen Prättigau/Davos och kantonen Graubünden, i den östra delen av landet, 190 km öster om huvudstaden Bern. Toppen på Chessler är 2 836 meter över havet, eller 199 meter över den omgivande terrängen. Bredden vid basen är 1,9 km.
Terrängen runt Chessler är huvudsakligen bergig, men åt nordväst är den kuperad. Närmaste större samhälle är Klosters Serneus, 11,8 km väster om Chessler. 
Trakten runt Chessler består i huvudsak av gräsmarker. Runt Chessler är det ganska glesbefolkat, med 25 invånare per kvadratkilometer.